# Jelení hora (Krkonoše)
Jelení hora (německy Löwenberg - Lví vrch) je vrchol o nadmořské výšce 1173 m n. m. ležící v České republice ve východních Krkonoších.

## Poloha
Jelení hora se nachází na území obce Malá Úpa ve vzdálenosti asi 3,5 km jihovýchodně od nejvyšší hory Krkonoš Sněžky. Kromě severozápadní strany všechny svahy hory překonávají značná převýšení a jsou prudké. V prudkosti vyniká zejména západní svah spadající do Lvího dolu. Severozápadně od vrcholu navazuje úzký hřeben a terén se v něm mírně svažuje do nehlubokého sedla (1144 m n. m.). Jelení hora je zakončením rozsochy vybíhající jižním směrem z asi 2,7 km vzdálené Svorové hory.

## Vodstvo
Kromě severozápadní strany, kde na ni navazuje úzký hřeben, je Jelení hora obklopena hluboce zaříznutými údolími. Pod východním svahem protéká řeka Malá Úpa, pod jižním a západním svahem její pravý přítok Jelení potok, severní svah odvodňuje rovněž pravý přítok Seidlova strouha.

## Vegetace
Celý povrch hory býval pokryt smrkovou monokulturou, která byla na svazích částečně vykácena. V okolí vrcholu se les dosud dochoval.

## Komunikace a stavby
Jedinou významnější komunikací je neveřejná zpevněná lesní cesta stoupající po úbočí hory od severozápadu ze Lvího dolu. Cesta se přibližně v nadmořské výšce 1050 - 1100 metrů obtáčí kolem vrcholu, napojuje obě horské osady nacházející se na svazích hory (Šímovy Chalupy na jižním a Niklův Vrch na severovýchodním) a pokračuje severním směrem do Horní Malé Úpy. V nedávné době byla po této komunikaci vedena žlutá turistická značka. Nedlouho po vyznačení byla ale opět zrušena. Přímo přes vrchol žádná významnější cesta nevede ani zde nejsou žádné stavby.